# Чернокрака американска черешарка
Pheucticus tibialis е вид птица от семейство Cardinalidae.

## Разпространение
Видът е разпространен в Коста Рика и Панама.